# Josef Gamper
Josef Gamper (* 20. Januar 1856 in Wien; † unbekannt) war ein österreichischer Student der Mineralogie und Medizin.
Gamper studierte an der Universität Wien, wo er von 1876 bis 1878 provisorischer Assistent am Mineralogischen Institut bei Albrecht Schrauf war. 1877 zog er eine im Fach Mineralogie eingereichte Dissertation Vorkommen von Latzulith Fresnitzgraben bei Krieglach wieder zurück. 1883 wurde er an der Universität Wien zum Dr. med. promoviert.

## Veröffentlichungen
- Diluviale Wirbelthierreste vom Gahnsgebirge bei Gloggnitz. In: Verhandlungen der Geologischen Reichsanstalt 1876, S. 353 (zobodat.at [PDF; 249 kB]).
- Mineralogische Notizen. In: Verhandlungen der Geologischen Reichsanstalt 1876, S. 354–355 (zobodat.at [PDF; 311 kB]).
- Anorthit vom Monzoni. In: Verhandlungen der Geologischen Reichsanstalt 1877, S. 134–135 (zobodat.at [PDF; 302 kB]).
- Lazulith von Krieglach. In: Verhandlungen der Geologischen Reichsanstalt 1877, S. 118–121 (zobodat.at [PDF; 458 kB]).
- Studien über Labradorite von Kiew. In: Verhandlungen der Geologischen Reichsanstalt 1877, S. 130–134 (zobodat.at [PDF; 503 kB]).
- Alpine Phosphate. In:  Jahrbuch der Kaiserlich-Königlichen Geologischen Reichsanstalt 28, 1878, S. 611–618 (zobodat.at [PDF; 706 kB]).